# アスラン・カラツェフ
アスラン・カラツェフ（英語: Aslan Kazbekovich Karatsev、ロシア語: Аслан Казбекович Карацев、1993年9月4日 - ）は、ロシア連邦出身の男子プロテニス選手。 ATPランキング自己最高位はシングルス14位、ダブルス76位。これまでにATPツアーでシングルス3勝、ダブルス1勝を挙げている。身長185cm、右利き、バックハンド・ストロークは両手打ち。

## 選手経歴

### ジュニア時代
オセチア人で元サッカー選手であった父親のカズベク・カラツェフと医者であった母親のスヴェトラーナ・カラツェワの元でカラツェフはウラジカフカスで生まれた。他にはザリナという名前の姉がおり、カラツェフにはユダヤ人の血筋を持つ。
カラツェフが3歳のとき、イスラエルにユダヤ人移住をした。その後、9年間イスラエルで生活し、テルアビブ・ヤッファという場所でテニスをしていた。カラツェフの最初のコーチはウラジミール・ラビノヴィッチであり、彼の指導を受けていた。カラツェフの母親と妹はイスラエルのホロンに住んでおり、カラツェフは流暢なヘブライ語を話すことができ、イスラエルは今でも故郷のように感じていると語っている。
イスラエルでは資金制限があったため、12歳のとき父親とともにロシアに戻り、タガンログに移住した。そこで新しいコーチのアレクサンダー・クプリンとイワン・ポタポフの指導を受け、さらに2011年から2013年までアンドレイ・ケサレフの指導を受けていた。
カラツェフの父親によると、19歳のカラツェフはドミトリー・トゥルスノフの指導を受け、トゥルスノフは一緒にドイツのハレに行き、数ヶ月間のトレーニングを受けたが、そのレッスンを続けるための資金がなかったため、帰国したという。その後、ドイツのテニスアカデミー自体がカラツェフをハレに戻るよう招集した。そこで2年間のトレーニングを積んだが、その後怪我を負い、その影響で2年間テニスか、離れた。復帰後、バルセロナに移り、ブルゲラ・テニス・アカデミーで2年にも及ぶトレーニングを始める。
カラツェフはロシア語、ヘブライ語、英語を流暢に話し、ロシアとイスラエルの二重国籍を持っている。

### 2013年 ツアー本戦参戦
2013年のサンクトペテルブルク・オープンではワイルドカードにより、本戦への出場権を獲得し、ATPツアーの本戦参戦を果たす。1回戦では同胞で第2シードのミハイル・ユージニーに敗れたが、ダブルスではベスト4進出をする。年間最終ランキングはシングルス292位。ダブルス402位。

### 2015年 ツアー初勝利
2015年4月13日に世界ランキング165位を更新した。10月のクレムリン・カップではミハイル・ユージニーを破り、ツアー本戦初勝利を挙げた。年間最終ランキングはシングルス195位。ダブルス248位。

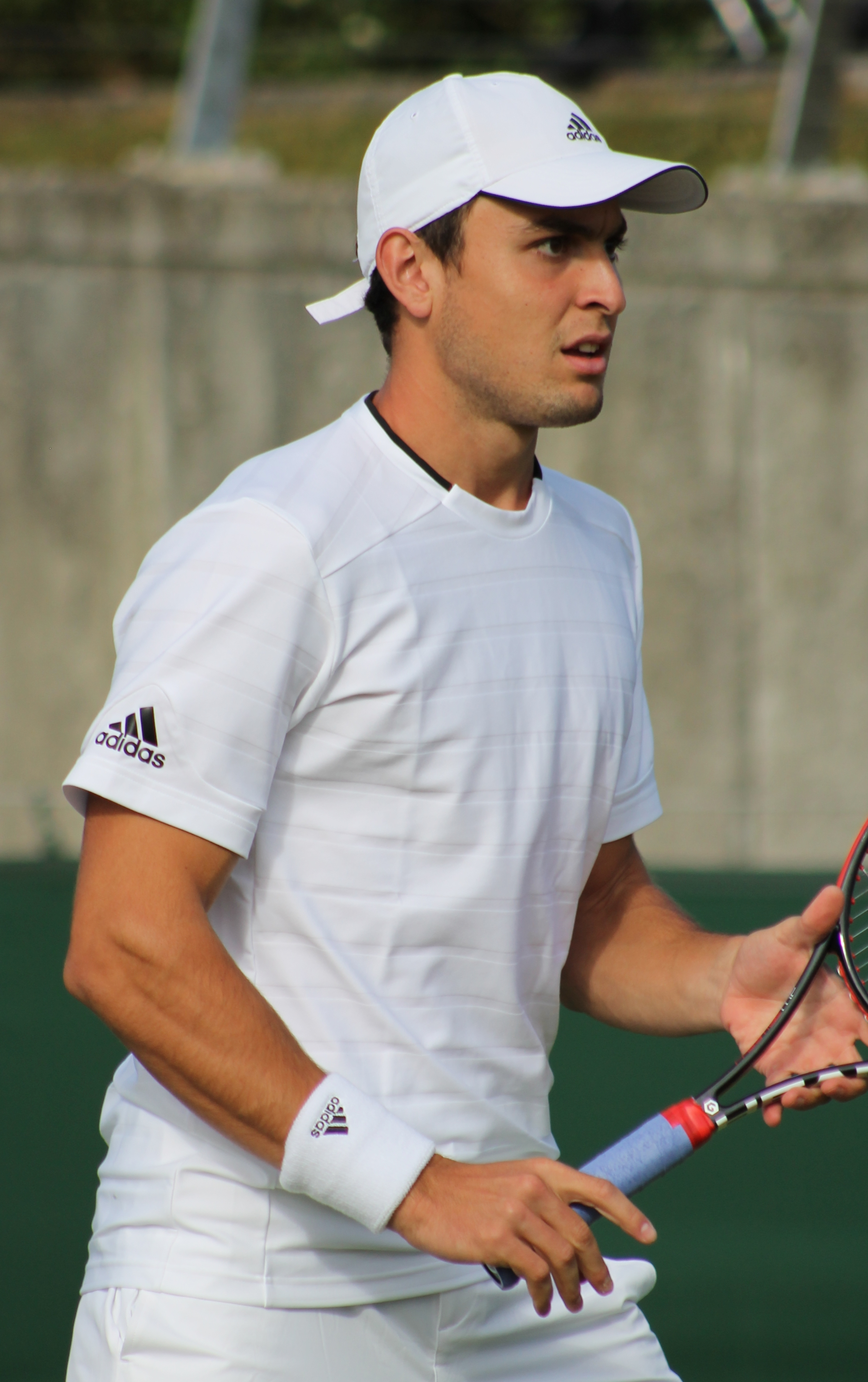
2015年ウィンブルドン選手権予選でのアスラン・カラツェフ

### 2019年 トップ250圏外
スペインとドイツでより良い指導者の指導を受ける機会を探して、2019年に新しいコーチであるヤホル・ヤツィクと契約を締結した。ヤツィクは1歳年上の元プロテニス選手であり、かつてニコロズ・バシラシビリのコーチを務めていた。年間最終ランキングはシングルス289位。ダブルス408位。

### 2020年 トップ120入り
2020年、新型コロナウイルス感染症によるロックダウン中、アメリカ合衆国でエキシビションマッチを行っていた。8月には世界ランキング194位になり、トップ200入りを果たす。10月のサンクトペテルブルク・オープンでは当時世界ランキング48位だったテニーズ・サンドグレンに7-5, 3-6, 7-5で勝利し、トップ50入り初勝利を挙げた。年間最終ランキングはシングルス112位。ダブルス422位。

### 2021年 全豪ベスト4 ツアー初優勝 五輪銀メダル デビス杯・ATP杯初優勝 トップ15入り
ATPカップではロシア代表として、ダブルスで同国のでエフゲニー・ドンスコイとアンドレイ・ルブレフとペアを組み、チームの優勝に貢献した。
全豪オープンでは予選3試合を突破して、本戦1回戦ではジャンルカ・マーゲルを6-3, 6-3, 6-4、2回戦ではイゴール・ゲラシモフを6-0, 6-1, 6-0、3回戦では第8シードのディエゴ・シュワルツマンを6-3, 6-3, 6-3、4回戦で第20シードのフェリックス・オジェ＝アリアシムを3-6, 1-6, 6-3, 6-3, 6-4のフルセットで下して、ベスト8進出。準々決勝では第18シードのグリゴール・ディミトロフを2-6, 6-4, 6-1, 6-2で破り、グランドスラム初のベスト4進出。準決勝では第1シードのノバク・ジョコビッチに3-6, 4-6, 2-6のストレートで敗れた。
カタール・エクソンモービル・オープンではシングルスでは2回戦でドミニク・ティームに敗れたが、ダブルスではルブレフと組み、決勝でマーカス・ダニエル/フィリップ・オズワルドを7-5, 6-4のストレートで下して、ツアーダブルス初優勝を果たした。さらにドバイ・テニス選手権では決勝でロイド・ハリスを6-3, 6-2のストレートで下して、ツアーシングルス初優勝を果たし、3月の間にATPツアー単複優勝を達成した。マイアミ・オープンでは第17シードとして出場するも、2回戦でセバスチャン・コーダに3-6, 0-6で敗れた。
モンテカルロ・マスターズでは2回戦でステファノス・チチパスに3-6, 4-6で敗退。しかし、セルビア・オープンでは準決勝で第1シードかつ世界ランキング1位のノバク・ジョコビッチを7-5, 4-6, 6-4で破る金星を挙げた。決勝ではマッテオ・ベレッティーニに1-6, 6-3, 6-7(0)で敗れて、準優勝。マドリード・オープンでは3回戦でアレクサンダー・ブブリクに4-6, 3-6で敗れた。ローマ・マスターズでは3回戦でライリー・オペルカに6-7(6), 4-6で敗れた。リヨン・オープンではヤニック・シナーに6-0, 3-6, 4-6で初戦敗退。全仏オープンでは第24シードとして出場するも、2回戦でフィリップ・コールシュライバーに3-6, 6-7, 6-4, 1-6で敗退するも、混合ダブルスの部ではエレーナ・ベスニナと組み、決勝でデシラエ・クラウチェク/ジョー・ソールズベリーに6-2, 4-6, 5-10で敗れたが、混合ダブルス準優勝を果たした。
クイーンズ・クラブ選手権では2回戦でキャメロン・ノリーに5-7, 2-6のストレートで敗退。ウィンブルドン選手権では1回戦ではジェレミー・シャルディーに6-7(4), 6-7(6), 3-6のストレートで初戦敗退。
ナショナル・バンク・オープンではカレン・ハチャノフに初戦敗退。ウエスタン・アンド・サザン・オープンではマリン・チリッチに5-7, 3-6のストレートで初戦敗退。
全米オープンでは第21シードとして出場し、3回戦でジェンソン・ブルックスビーに2-6, 6-3, 6-2, 3-6, 3-6のフルセットの末に敗退。サンディエゴ・オープンではベスト8進出。準々決勝でグリゴール・ディミトロフに1-6, 6-1, 2-6で敗れた。BNPパリバ・オープンでは3回戦でデニス・シャポバロフに7-5, 6-2のストレートで下して、4回戦ではホベルト・ホルカシュに1-6, 3-6のストレートで敗れたが、同大会のダブルスでは準優勝を果たした。
クレムリン・カップでは準決勝で同胞のカレン・ハチャノフ、決勝でマリン・チリッチに6-2, 6-4のストレートで勝利し、ツアー2勝目を挙げた。パリ・マスターズではセバスチャン・コーダに初戦敗退。年間最終ランキングはシングルス18位、ダブルス91位。
デビスカップ・ファイナルズ2021はロシアテニス連盟として出場。決勝でデビスカップクロアチア代表を破り、母国の初優勝に貢献した。

### 2022年 ツアー3勝目

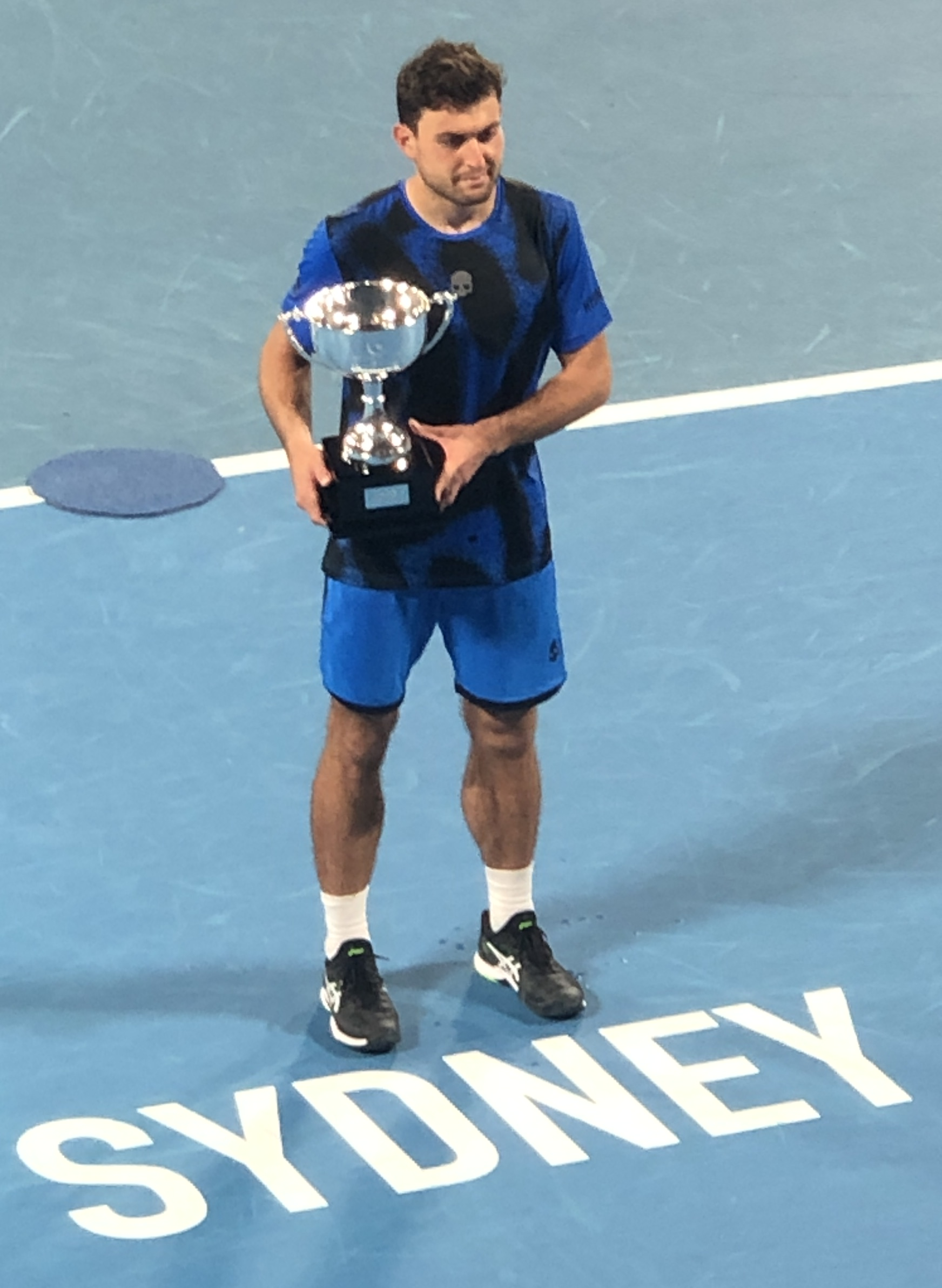
2022年シドニー国際オープンでのアスラン・カラツェフ

年始のシドニー国際では決勝でアンディ・マレーを6-3, 6-3のストレートで下して優勝。ツアー3勝目を挙げて幸先の良いスタートを切った。全豪オープンでは第18シードとして出場するも、3回戦でアドリアン・マナリノに6-7(4), 7-6(4), 5-7, 4-6で敗れた。BNPパリバ・オープンではスティーブ・ジョンソン (テニス選手) に初戦敗退。ダブルスではアンドレイ・ルブレフと組み、ベスト8入り。マイアミ・オープンでは2回戦でホベルト・ホルカシュに5-7, 6-4, 3-6で敗退。

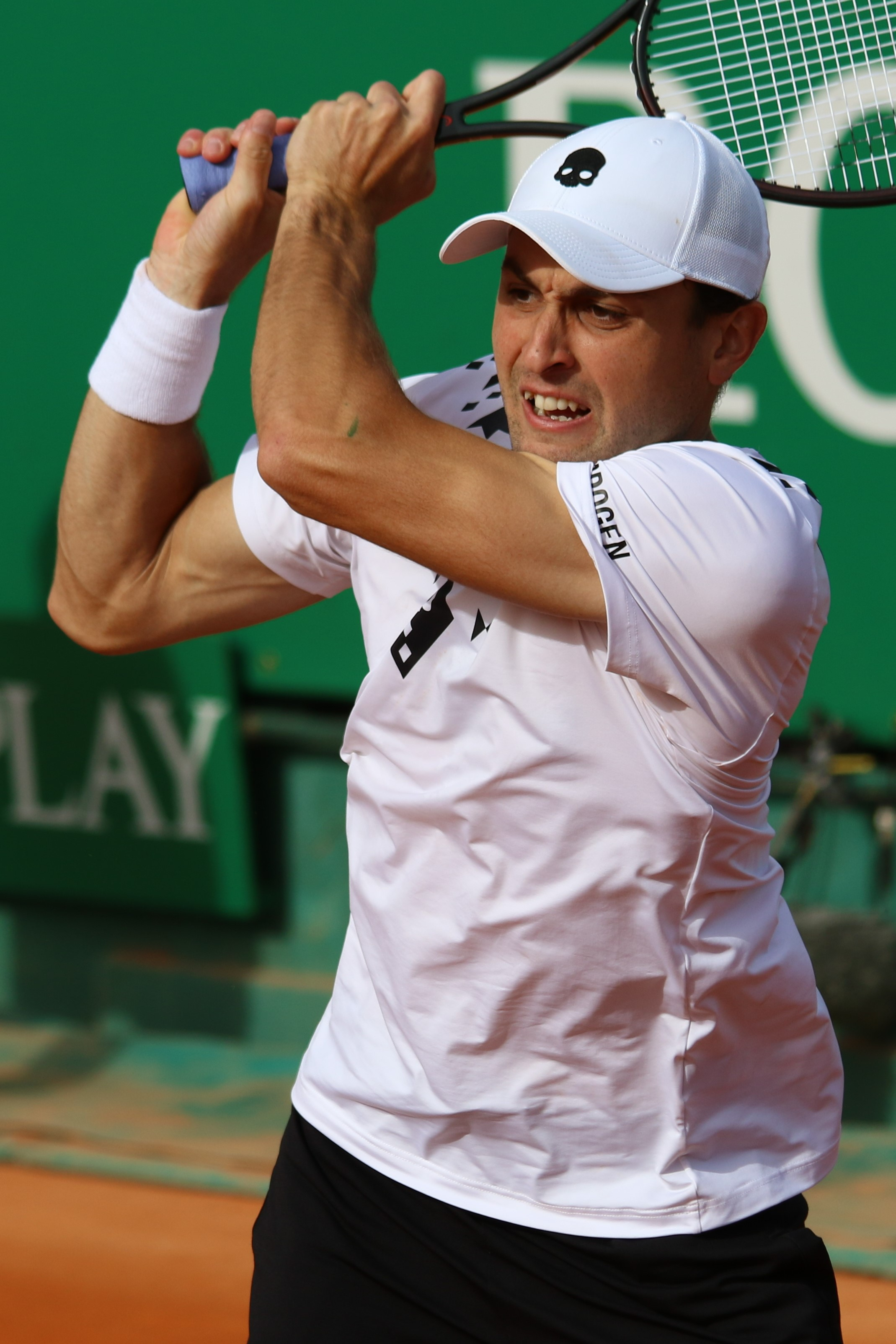
2022年モンテカルロ・マスターズでのアスラン・カラツェフ

モンテカルロ・マスターズ、セルビア・オープン、マドリード・オープンでは3大会連続初戦敗退。ローマ・マスターズでは1回戦ではでロイド・ハリスを下すも、2回戦でノバク・ジョコビッチに3-6, 2-6のストレートで敗れた。全仏オープンでは1回戦でカミーロ・ウーゴ・カラベリに3-6, 6-4, 4-6, 6-3, 6-7(5)のフルセットの末に敗れた。
ハレ・オープンではカレン・ハチャノフに初戦敗退。マヨルカ・オープンではハウメ・ムナルに3-6, 6-1, 6-3で下して、2回戦ではダニール・メドベージェフに4-6, 6-3, 6-2で敗退した。ウクライナ侵攻の影響でAELTCがロシア人・ベラルーシ人選手の参加を拒否したため、ウィンブルドン選手権は出場できなかった。
スウェーデン・オープンとドイツ国際オープンではベスト8進出。オーストリア・オープン、シティ・オープン、ナショナル・バンク・オープンでは3大会連続初戦敗退。ウエスタン・アンド・サザン・オープンではブランドン・ナカシマを5-7, 5-7のストレートで下すも、2回戦でディエゴ・シュワルツマンに敗れた。全米オープンでは1回戦でファビオ・フォニーニに6-1, 7-5, 4-6, 1-6, 4-6のフルセットの末に初戦敗退。同大会のダブルスでは2回戦敗退。その後は早期敗退が続き、パリ・マスターズでは西岡良仁に3-6, 4-6のストレートで初戦敗退。年間最終ランキングはシングルス59位、ダブルス176位。

### 2023年 マスターズベスト4
1月、チェンナイ・オープンではベスト4進出。準決勝ではタロン・フリークスポールに6-7(4), 1-6のストレートで敗れた。全豪オープンでは1回戦で第27シードのグリゴール・ディミトロフに6-7(3), 5-7, 2-6のストレートで敗れた。この時点で世界ランキング100位圏外まで降格していた。
5月、マドリード・オープンでは予選から出場して、1回戦でラスロ・ジェレを7-6(5), 7-5、2回戦で第23シードのボーティック・ファン・デ・ザンスフルプを6-2, 7-5、3回戦で第16シードのアレックス・デミノーを6-3, 4-6, 6-4、4回戦で第2シードで同胞の ダニール・メドベージェフを7-6(1), 6-4のストレートで破ってベスト8入り。準々決勝ではジャン・ジージェンに7-6(4), 6-4のストレートで勝ち、初のマスターズ1000ベスト4を記録した。準決勝では予選決勝で勝利していたラッキールーザーのヤン・レナード・シュトルフに6-4, 3-6, 4-6の逆転で敗れた。この結果により、世界ランキングは70位アップの52位となり、トップ100に復帰した。
10月の木下グループ・ジャパンオープンでは第6シードのフランシス・ティアフォー、ジャン・ジージェン、第4シードアレックス・デミノー、ワイルドカードで出場した望月慎太郎にいずれもストレート勝ちし今年初の決勝進出を果たした。決勝ではベン・シェルトンに5-7,1-6で敗れた。

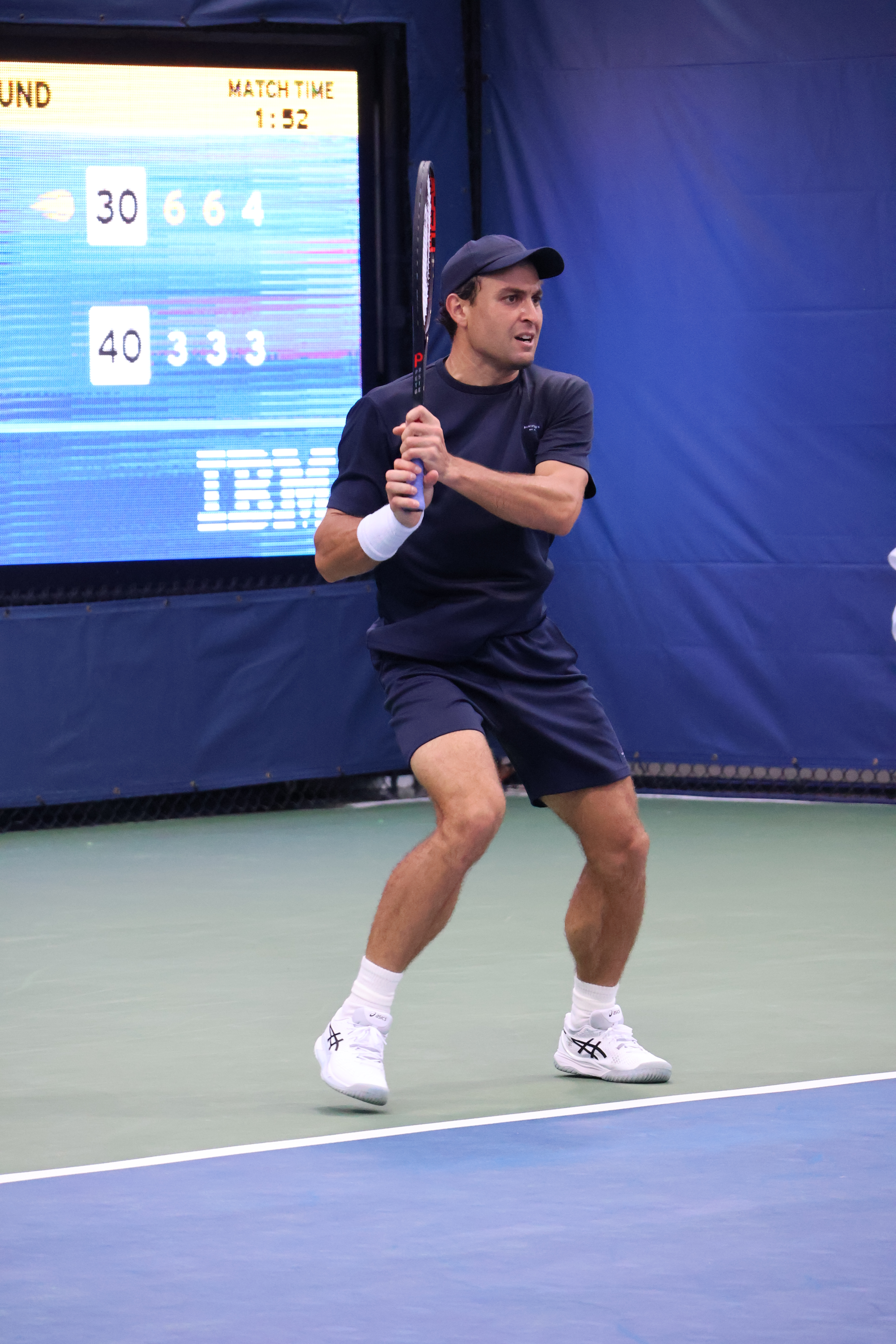
2023年全米オープンでのアスラン・カラツェフ

## ATPツアー決勝進出結果

### シングルス: 5回 (3勝2敗)
| 大会カテゴリ                    |
| グランドスラム (0–0)            |
| ATPファイナルズ (1–0)           |
| ATPツアー・マスターズ1000 (0–0) |
| ATPツアー500 (1–1)              |
| ATPツアー250 (2–1)              |

| サーフェス別タイトル |
| ハード (6–6)         |
| クレー (1–1)         |
| 芝 (1–0)             |
| カーペット (0–0)     |

## 成績
略語の説明
| W | F | SF | QF | #R | RR | Q# | LQ | A | Z# | PO | G | S | B | NMS | P | NH |

W=優勝, F=準優勝, SF=ベスト4, QF=ベスト8, #R=#回戦敗退, RR=ラウンドロビン敗退, Q#=予選#回戦敗退, LQ=予選敗退, A=大会不参加, Z#=デビスカップ/BJKカップ地域ゾーン, PO=デビスカップ/BJKカッププレーオフ, G=オリンピック金メダル, S=オリンピック銀メダル, B=オリンピック銅メダル, NMS=マスターズシリーズから降格, P=開催延期, NH=開催なし.

### シングルス

#### グランドスラム大会
| 大会           | 2013 | 2014 | 2015 | 2016 | 2017 | 2018 | 2019 | 2020 | 2021 | 2022 | 2023 | 通算成績 |
| -------------- | ---- | ---- | ---- | ---- | ---- | ---- | ---- | ---- | ---- | ---- | ---- | -------- |
| 全豪オープン   | A    | A    | Q1   | Q2   | A    | A    | A    | A    | SF   | 3R   | 1R   | 7–3      |
| 全仏オープン   | A    | A    | Q1   | Q3   | A    | A    | A    | Q3   | 2R   | 1R   |      | 1–2      |
| ウィンブルドン | A    | Q1   | Q2   | A    | A    | A    | A    | NH   | 1R   | A    |      | 0–1      |
| 全米オープン   | A    | A    | Q3   | Q1   | A    | A    | A    | A    | 3R   | 1R   |      | 2–2      |

| 大会                 | 成績 | 年         |
| -------------------- | ---- | ---------- |
| ATPファイナルズ      | Alt  | 2021       |
| インディアンウェルズ | 4R   | 2021       |
| マイアミ             | 3R   | 2021, 2022 |
| モンテカルロ         | 2R   | 2021       |
| マドリード           | SF   | 2023       |
| ローマ               | 3R   | 2021       |
| カナダ               | 2R   | 2021       |
| シンシナティ         | 2R   | 2022       |
| 上海                 | 1R   | 2023       |
| パリ                 | 1R   | 2021, 2022 |
| オリンピック         | 1R   | 2021       |
| デビスカップ         | W    | 2021       |
| ATPカップ            | W    | 2021       |